# Omul bajkalski
Omul bajkalski (Coregonus migratorius) – gatunek ryby z rodziny łososiowatych (Salmonidae).

## Status taksonomiczny
W starszych opracowaniach uznawany za podgatunek Coregonus autumnalis: Coregonus autumnalis migratorius, jednak badania genetyczne wykluczyły bliskie pokrewieństwo z tym gatunkiem i wskazały, że omul jest blisko spokrewniony z kompleksem  Coregonus lavaretus. Dlatego wydzielono go jako odrębny gatunek: Coregonus migratorius. 

## Występowanie
Endemiczny gatunek jeziora Bajkał.

## Charakterystyka
Dorasta do 56 cm długości

## Ekologia
Zasiedla wody do głębokości 400 m.

## Odżywianie
Narybek i wodne bezkręgowce.

## Znaczenie gospodarcze
Ceniona ryba za walory smakowe.